# Cal Ferrer del Mig
Cal Ferrer del Mig és un edifici del municipi de Sant Llorenç Savall (Vallès Occidental) que forma part de l'Inventari del Patrimoni Arquitectònic de Catalunya.
És una casa amb porta allindanada. La llinda, de pedra, té un relleu amb figures al·lusives a l'ofici de ferrer: una ferradura, unes estenalles i una enclusa; al costat hi ha la data 1691.